# Ten Brink en De Vries

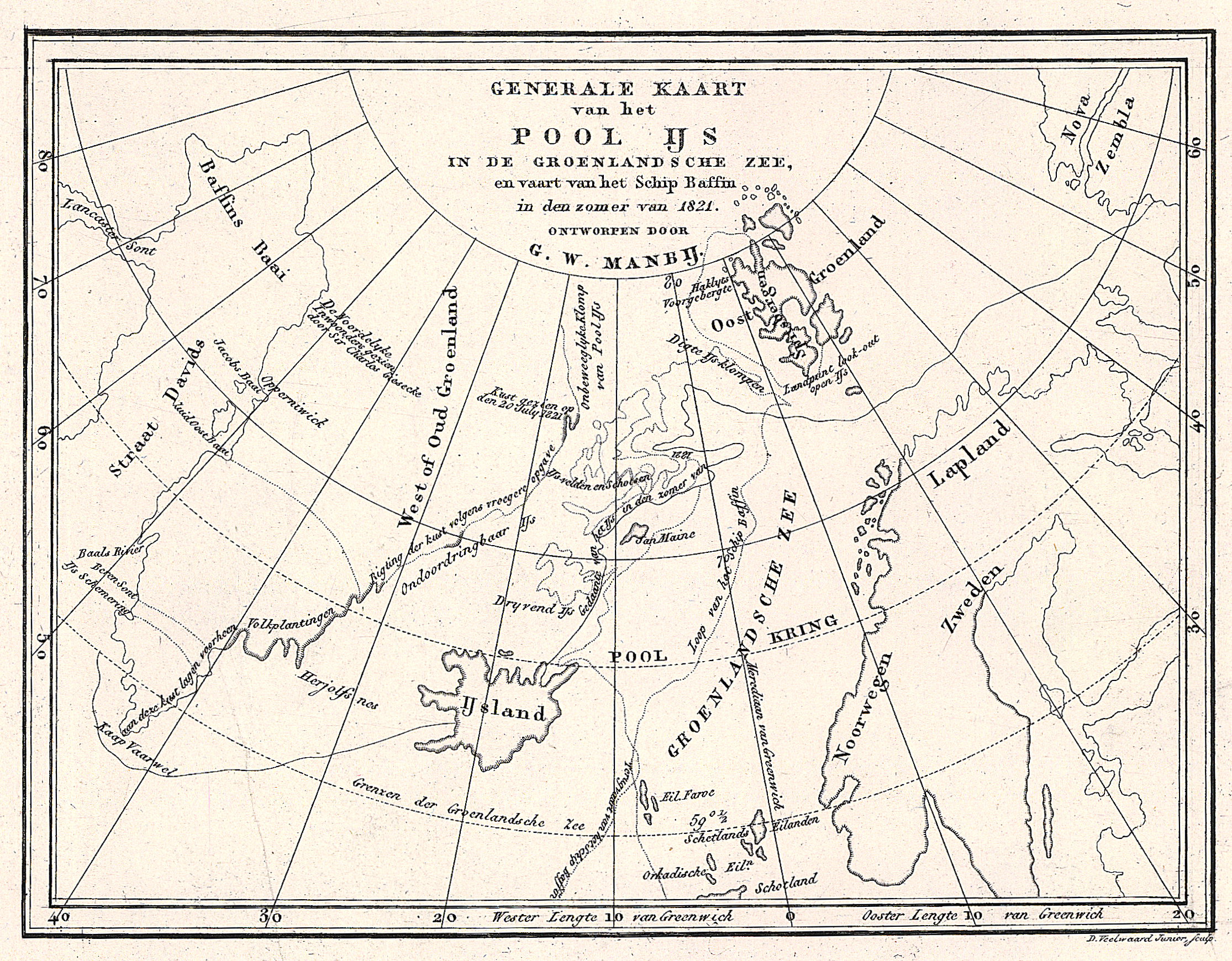
G.W. Manby, Reis naar Groenland, in het jaar 1821. - Amsterdam : Ten Brink en De Vries, 1825, bron: Bijzondere Collecties van de Universiteit van Amsterdam

Ten Brink en De Vries was een Nederlandse boekhandel en uitgeverij gevestigd in Amsterdam (1785-1936).

## Geschiedenis
Jan ten Brink Gerritszoon (1757-1846) huurde in april 1785 het huis van J. Kannewet in de Nes en begon daar zijn boekwinkel. Zijn vrouw Cornelia en hij bleven kinderloos en neef Jan de Vries (1789-1859) werd zijn beoogd opvolger. In 1804 werd hij ingeschreven bij het boekverkopersgilde als leerling bij Jan ten Brink. Samen sloten ze in 1819 een vennootschap, firma Ten Brink en De Vries. Na de dood van hun vader zetten twee zonen van Jan de Vries de firma voort, te weten Rubertus Jan de Vries (1821-1909) en Jeremias de Vries (1825-1889). Een derde zoon, Reinier Willem Petrus de Vries (1841-1919) - "R.W.P." voor collega's - sloot zich in 1862 bij hen aan, nadat hij vanaf 1859 het vak geleerd had bij boekhandelaar H.A. Tjeenk Willink te Arnhem. Hij werd in 1871 firmant bij Ten Brink en De Vries en vanaf 1889 werd hij enig eigenaar, in het vaderlijke huis in de Warmoesstraat, waar allengs het veilen van boeken hoofdzaak werd. Op 1 mei 1901 werd de zaak verplaatst naar het Singel bij de Torensluis.  Zijn zoon dr. A.G.C. de Vries (1872-1936; grootvader van Hella Haasse) werd in 1899 vennoot en zijn jongste zoon Chr.H.G. de Vries (1880-1928) werd firmant in 1907. Na diens vertrek in 1926 bleef A.G.C. de Vries als enige firmant over. Nog tijdens zijn leven is het bedrijf geliquideerd (1936).
In het boekenvak is vooral R.W.P. de Vries een bekende naam. Onder meer heeft hij met Frederik Muller de catalogi der Nederlandse boekveilingen gebracht op een in hun soort hoog wetenschappelijk peil.

## Werken (selectie)
- H. Zschokke, Uren aan de godsdienst gewijd, 1820, een werk in veertien delen, waarvan nog in 1857 een vijfde druk verscheen.
- Godgeleerde Bijdragen, tijdschrift (1841-66)
- Handleiding tot de Natuurlijke Opvoeding; of Robinson Crusoë, ten dienste der Jeugd. Door J.H. Campe. Derde Druk. Gevolgd naar de tegenwoordige Spelling. Met Platen. Te Amsterdam, bij J. ten Brink Gz. en J. de Vries. 1815